# Teatro Alessandro Bonci
Il Teatro Alessandro Bonci (Teatro Comunale fino al 1927) è un teatro di Cesena.
Venne inaugurato il 15 agosto del 1846, tre anni dopo l'inizio dei lavori progettati dall'architetto Vincenzo Ghinelli, e si affaccia su Piazza Guidazzi, all'interno della cinta muraria del centro storico cittadino, vicino ai Giardini Pubblici. Dagli esordi si distinse per la rappresentazione di importanti produzioni drammatiche e liriche, con la presenza di noti interpreti italiani del periodo. Il teatro fu poi dedicato nel 1927 al tenore cesenate Alessandro Bonci che qui si esibì più volte.
Fa parte del circuito italiano delle Strade Europee dei Teatri Storici.

## Storia

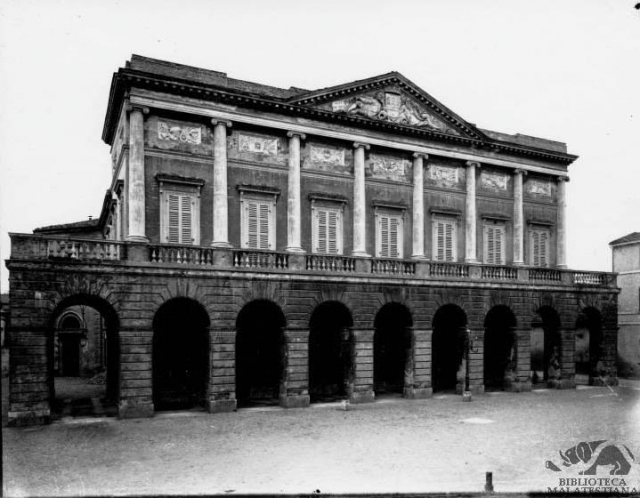
Il Teatro Comunale Alessandro Bonci nel 1880.

A Cesena le prime notizie di rappresentazioni teatrali risalgono alla fine del 1400, tenute presso alcuni palazzi cittadini come il Palazzo Alidosi (qui Giacomo Casanova, nel 1748 di passaggio a Cesena, vi assistette a un'opera); una parte del palazzo fu acquistato dall'aristocrazia cesenate e qui, dal 1796 al 1797, fu costruito in legno il primo teatro cittadino che chiamarono "Teatro Spada". Col tempo le dimensioni anguste resero necessario costruirne uno più adatto e si decise di abbattere il teatro e ricostruirne uno nuovo. I lavori, su progetto di Vincenzo Ghinelli (ammiratore del Giuseppe Piermarini e delle linee neoclassiche del nuovo Teatro alla Scala di Milano), si protrassero dal 1843 al 1846. L'inaugurazione avvenne il 15 agosto 1846 con la Maria di Rohan di Gaetano Donizetti, con Teresa De Giuli Borsi (soprano) e Gaetano Fraschini (tenore), e con il balletto Beatrice di Gand, con la famosa Fanny Elssler come protagonista.
Negli anni seguenti e per tutto il primo novecento, il teatro mantenne un posto di assoluto rilievo nazionale nel campo dell'opera lirica e del melodramma.
Nel 1891 il giovane e promettente Alessandro Bonci vi eseguì un'accademia per pagarsi gli studi di canto a Pesaro. Trascorsi pochi anni, Bonci divenne uno dei migliori interpreti italiani, conosciuto e apprezzato all'estero. Nel 1904 Bonci tornò a Cesena per interpretare un Faust di Charles Gounod e poi nel 1927, al ritiro dalle scene, un Requiem e nell'occasione gli venne intitolato il teatro.
In occasione del 150º anniversario della sua inaugurazione, il 25 gennaio 1996, fu riaperto al pubblico dopo un restauro.
Dal 2001 è una delle sedi principali di produzione teatrale dell'Emilia Romagna Teatro.

### Gli anni del "tutto esaurito"

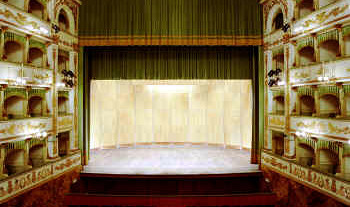
Il palco.

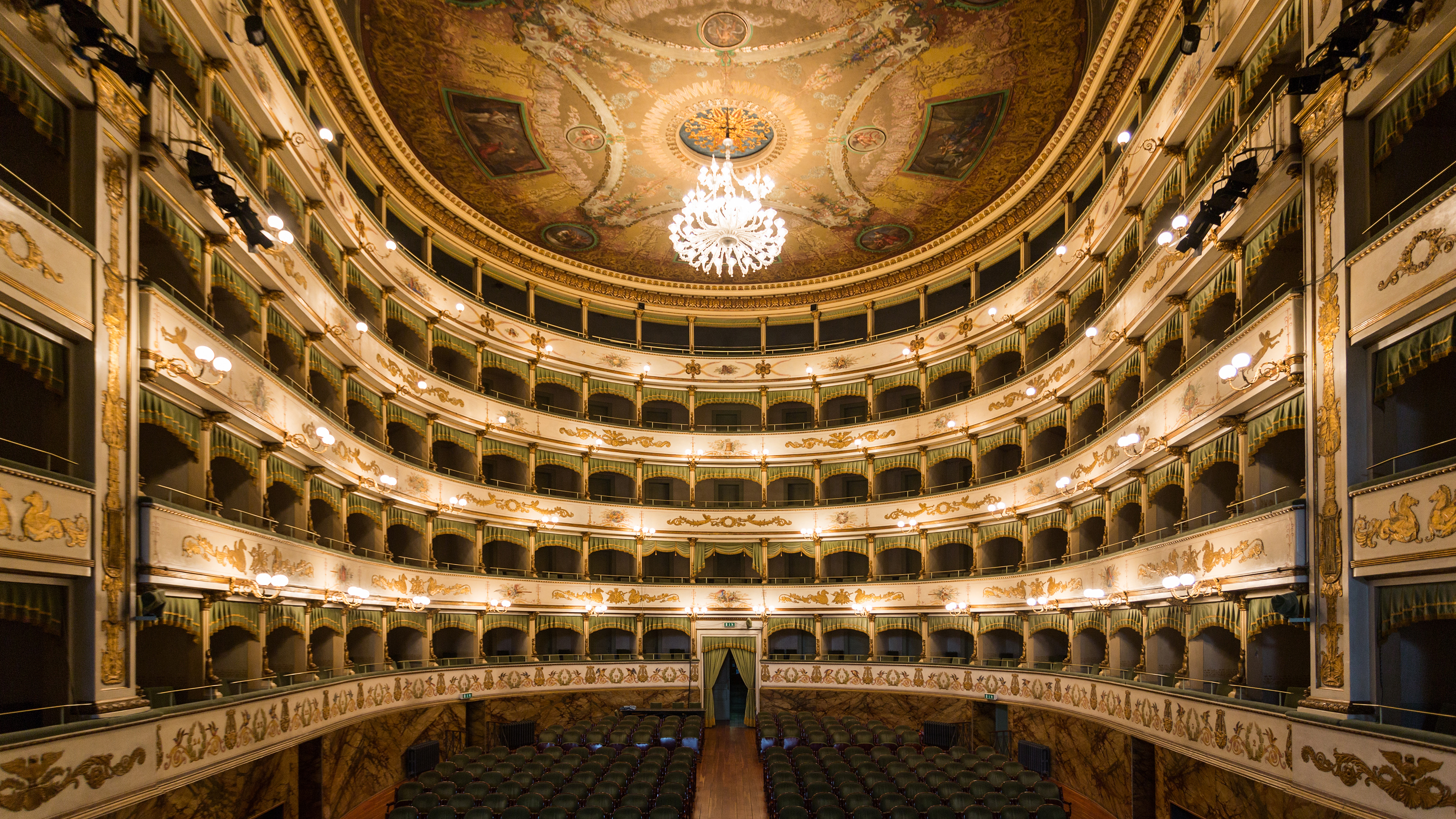
L'interno del teatro.

Nell'ultimo dopoguerra, la prosa, già in cartellone del 1862, sostituì poco a poco l'opera nei gusti degli spettatori. Gli anni cinquanta e sessanta sono quelli dei “tutto esaurito” in serie, dei record d'incassi frantumati. Si dà qui di seguito un breve resoconto cronologico di quegli anni:
- 1952 – Vittorio Gassman esordisce al Bonci con un Amleto.
- 1954 – Torna a Cesena Peppino De Filippo con compagnia propria e, nella stessa stagione, Nino Taranto.
- 1956 – Grande successo per Wanda Osiris con La granduchessa e i camerieri.
- 1957 – Due commedie decretano il successo di Ugo Tognazzi.
- 1958 – Vittorio Gassman dirige Irma la dolce, il Comune gli conferisce una medaglia d'oro.
- 1959 – Torna a Cesena Eduardo; Sandra Mondaini, Raimondo Vianello e Gino Bramieri interpretano la commedia musicale Sayonara Butterfly; infine Delia Scala, Nino Manfredi, Mario Carotenuto, Paolo Panelli e il Quartetto Cetra presentano Un trapezio per Lisistrata.
- 1961 – Rinaldo in campo, regia di Garinei e Giovannini, interpretato da Domenico Modugno, Delia Scala, Franco Franchi e Ciccio Ingrassia.
- 1962 – La Compagnia Mediterranea di Vittorio De Sica e Eduardo De Filippo presenta Liolà, nella stessa stagione Renzo Ricci recita nel Cardinale di Spagna e, infine, Carlo Dapporto in Babilonia.
- 1964 – Nuova comicità di Walter Chiari in Buonanotte Bettina, nello stesso anno anche Rugantino con Aldo Fabrizi e regia di Garinei e Giovannini.
- 1965 – Erminio Macario stabilisce il nuovo record di incasso con Febbre Azzurra.
- 1966 – In questa stagione: un nuovo successo per Renzo Ricci in Tutto per bene (il Comune gli dona una medaglia d'oro), Romolo Valli ne Il gioco delle parti, Renato Rascel ne Il giorno della tartaruga con la regia di Garinei e Giovannini ed infine, sempre per la regia di questi ultimi, lo spettacolo La voce dei padroni stabilisce un nuovo record al botteghino, con Alighiero Noschese.
- 1967 – Grande successo per l'attore cinematografico Gino Cervi.
- 1967 – Prima assoluta de La monaca di Monza di Giovanni Testori, con la regia di Luchino Visconti.
- 1968 – Grazie a Natale in casa Cupiello e Filumena Marturano Eduardo riscuote nuovamente un grande successo.

## Descrizione

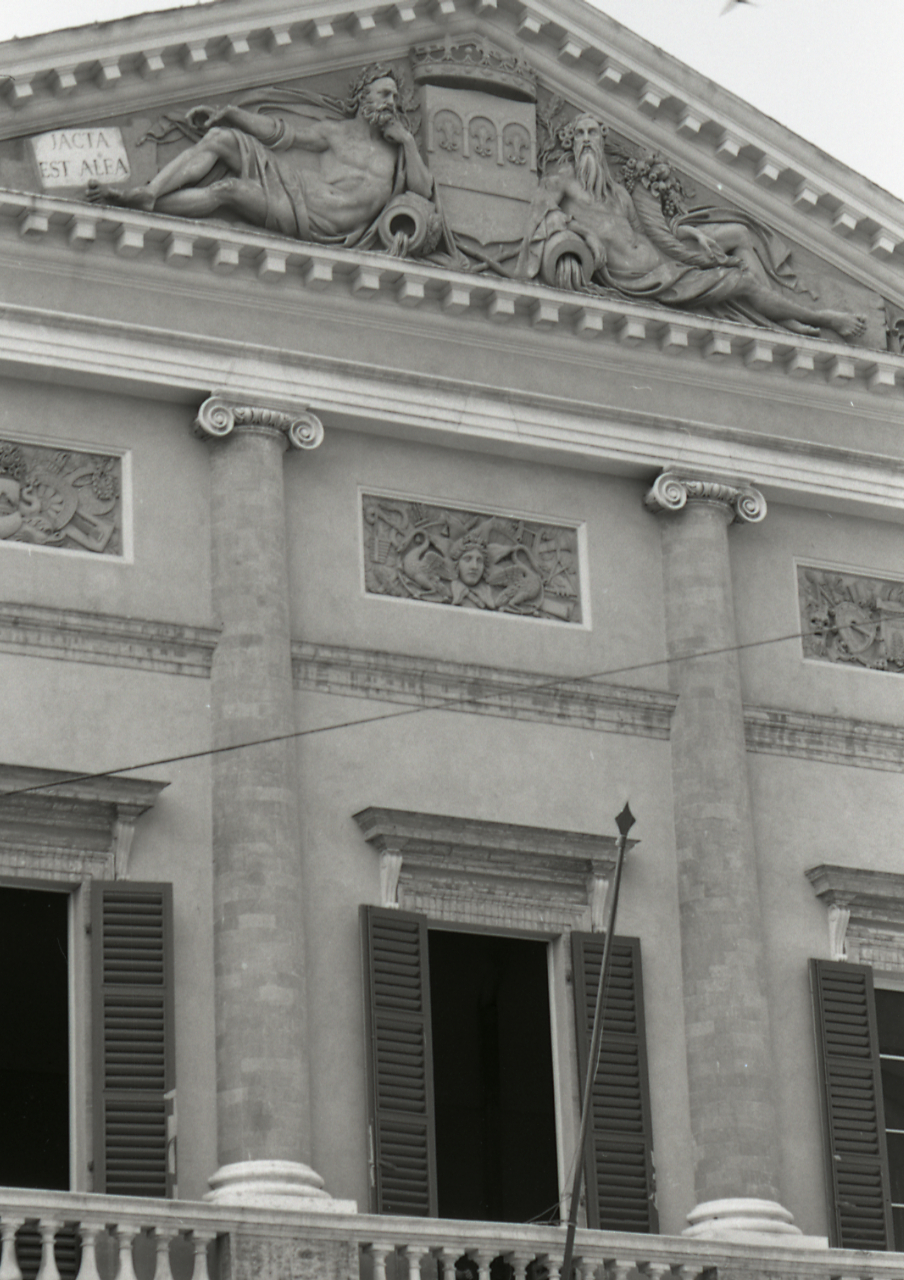
Particolare della facciata in una foto di Paolo Monti del 1972

### Esterno
L'edificio è di chiara derivazione "piermariniana": la facciata presenta un portico in bugnato al primo ordine, colonnato ionico al secondo ordine e una ricca decorazione ad opera del bolognese Gaetano Bernasconi. Sulla facciata si trovano sette figure mitologiche racchiuse in riquadri: Ercole dio della forza, Calliope musa del poema eroico, Venere dea dell'amore, Apollo dio delle arti, Talia musa della commedia, Melpomene musa della tragedia, Clio musa della storia, e un timpano triangolare con l'allegoria del Savio e del Rubicone, e lo stemma della città al centro. Sul fianco destro sono poste due formelle con Tersicore e Bacco, così come su quello sinistro con Polinnia e, di nuovo, Bacco.

### Interno

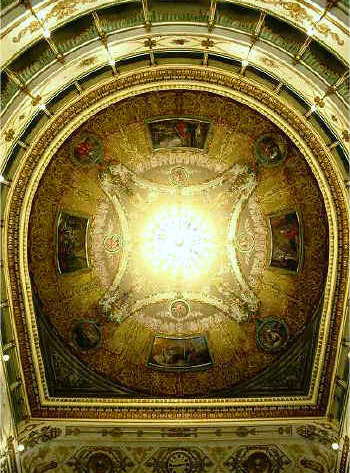
Il soffitto.

Entrati dal portale principale ci accoglie un vestibolo con, da un lato, il busto di Alessandro Bonci, dopo si passa al foyer dove possiamo trovare un grande lampadario e delle iscrizioni a ricordo delle esibizioni di celebri esecutori, come Marietta Alboni, Luciano Pavarotti, Giuseppe Verdi e Richard Wagner.
La struttura interna del teatro è a ferro di cavallo, con una platea, quattro ordini di palchi e un loggione; il totale è di circa 800 posti a sedere. Il sipario e il bellissimo lampadario sono copie degli originali.
Le decorazioni all'interno sono opera del ferrarese Francesco Migliari. Sul soffitto si possono ammirare quattro riquadri con scene della Divina Commedia (L'incontro di Dante e Virgilio con le Furie, Il Conte Ugolino che vede morire i figli, Dante e Virgilio al Purgatorio e L'apparizione del Padre Eterno) intervallate da quattro medaglioni che rappresentano la musa del melodramma, della tragedia, della musica e della poesia; gli stucchi si devono a Mirotti e gli intagli a Giuseppe Casalini.
I particolari del Bonci che lo fanno uno dei più apprezzati d'Italia sono: l'acustica e il palcoscenico, la cui ampiezza e profondità lo collocano tra i più ampi nel panorama internazionale.

## Il Museo del Teatro
All'interno, in un archivio, si conserva la documentazione della storia secolare del teatro e della musica a Cesena di cui sono testimonianze locandine, manifesti e programmi di sala, fotografie e disegni, costumi e scenografie.

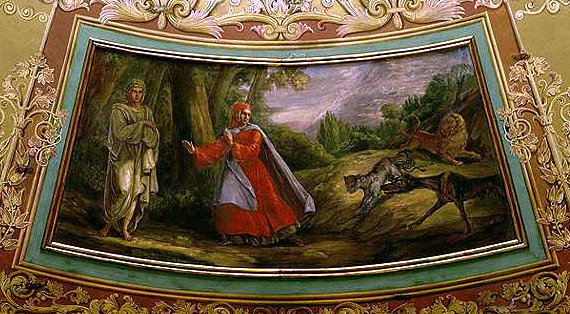
Uno degli affreschi del soffitto.

## Fonti
- La storia del Teatro sul sito ufficiale, su teatrobonci.it.
- Teatro Comunale Alessandro Bonci su homolaicus.com, su homolaicus.com.
- Teatro Comunale Alessandro Bonci su queen.it, su queen.it.